# 三代祖師
三代祖師（1164年—1203年），宋朝福建高僧，俗名林珌，法號自超，福建永泰人，生於德化（今泉州市德化縣），幼年即篤信佛教，十二歲出家於南京少平寺，十五歲時回閩，在德化縣太湖山弘法，創建龍湖寺，時常為善信開示弘法，並舉行法會趨吉避凶，有奇效，人稱祖師是三代佛（過去七佛中第三佛，毗舍浮佛）轉世，故稱其為「三代祖師」。圓寂之後，鄉民在龍湖寺奉祀神位，從此成為祖廟。今日臺灣、南洋等地皆有祖師分香。

## 廟宇

### 中华人民共和国
- 泉州市德化縣：龍湖寺（奉祀三代祖師的廟宇多以此廟為祖廟）、前蘇宮
- 泉州市安溪縣：九峰巖
- 莆田市仙遊縣：龍興堂
- 福州市羅源縣：進水宮

### 中華民國
主祀
- 基隆市暖暖三代堂（私人壇）
- 新北市樹林寶寧宮
- 新北市平溪順安宮（已關閉）
- 新北市平溪紫雲殿（私人壇）
- 嘉義縣鹿草龍湖宮
- 嘉義縣鹿草松竹慈德寺
- 臺南市善化小新里祖師廟
- 臺南市善化龍文廟
- 臺南市善化什乃祖師堂（私人壇）
- 臺南市安定蘇厝祖師壇（私人壇）
- 臺南市南化西埔祖師壇
- 高雄市前鎮三龍宮
- 高雄市林園三清殿
- 屏東縣新園福隆宮
- 屏東縣新園福龍宮（私人壇）
- 屏東縣九如清水宮
- 金門縣烈嶼上林三代公宮

同祀與配祀
- 基隆市碇內明德宮
- 新北市雙溪三忠廟
- 新北市平溪十分寮成安宮
- 雲林縣虎尾下南震天宮
- 雲林縣大埤豐田成功廟
- 嘉義縣鹿草鹿東泰安宮
- 臺南市後壁安溪寮開福宮（私人壇）
- 臺南市南廠廣州宮
- 高雄市田寮崑山宮
- 高雄市林園昊天宮
- 金門縣烈嶼前埔保障宮

### 新加坡
- 九峰巖